# Матвієвська (Нюксенський район)
Матві́євська (рос. Матвеевская) — присілок у складі Нюксенського району Вологодської області, Росія. Входить до складу Городищенського сільського поселення.

## Населення
Населення — 110 осіб (2010; 139 у 2002).
Національний склад (станом на 2002 рік):
- росіяни — 99 %